# Bükkszentmárton
Bükkszentmárton é um município da Hungria, situado no condado de Heves. Tem 8,26 km² de área e sua população em 2015 foi estimada em 295 habitantes.